# Lahcen Abrami
Lahcen Abrami (Casablanca, 31 dicembre 1969) è un ex calciatore marocchino, di ruolo difensore.

## Palmarès

### Competizioni nazionali
- Campionato marocchino: 3

Wydad Casablanca: 1989-1990, 1990-1991, 1992-1993
- Coppa del Marocco: 4

Wydad Casablanca: 1993-1994, 1996-1997, 1997-1998, 2000-2001

### Competizioni internazionali
- CAF Champions League: 1

Wydad Casablanca: 1992
- Coppa dei Campioni afro-asiatica: 1

Wydad Casablanca: 1993
- Coppa delle Coppe d'Africa: 1

Wydad Casblanca: 2002
- Coppa dei Campioni araba per club: 1

Wydad Casablanca: 1989